# Grand Prix de Wallonie 2022
Il Grand Prix de Wallonie 2022, sessantaduesima edizione della corsa e valevole come quarantunesima prova dell'UCI ProSeries 2022 categoria 1.Pro, si svolse il 14 settembre 2022 su un percorso di 199,7 km, con partenza a Blegny e arrivo a Namur, nella Vallonia, in Belgio. La vittoria fu appannaggio dell'olandese Mathieu van der Poel, che completò il percorso in 4h55'26", alla media di 40,557 km/h, precedendo l'eritreo Biniam Girmay e lo spagnolo Gonzalo Serrano.
Sul traguardo di Namur 133 ciclisti, su 136 partiti da Blegny, portarono a termine la competizione.

## Squadre e corridori partecipanti
| N.    | Cod. | Squadra                  |
| ----- | ---- | ------------------------ |
| 1-6   | COF  | Cofidis                  |
| 11-17 | ACT  | AG2R Citroën Team        |
| 21-27 | EFE  | EF Education-EasyPost    |
| 31-37 | IWG  | Intermarché-Wanty-Gobert |
| 41-47 | IPT  | Israel-Premier Tech      |
| 51-57 | LTS  | Lotto Soudal             |
| 61-67 | MOV  | Movistar Team            |
| 71-77 | BEX  | Team BikeExchange-Jayco  |
| 81-87 | ADC  | Alpecin-Deceuninck       |
| 91-97 | BBK  | B&B Hotels-KTM           |

| N.      | Cod. | Squadra                          |
| ------- | ---- | -------------------------------- |
| 101-107 | BWB  | Bingoal Pauwels Sauces WB        |
| 111-117 | SVB  | Sport Vlaanderen-Baloise         |
| 121-127 | ARK  | Team Arkéa-Samsic                |
| 131-137 | TEN  | TotalEnergies                    |
| 141-147 | UXT  | Uno-X Pro Cycling Team           |
| 151-157 | GRL  | Go Sport-Roubaix Lille Métropole |
| 161-167 | HBA  | Hagens Berman Axeon              |
| 171-177 | MCT  | Minerva Cycling                  |
| 181-187 | SVL  | Saris Rouvy Sauerland Team       |
| 191-197 | TIS  | Tarteletto-Isorex                |

## Ordine d'arrivo (Top 10)
| Pos. | Corridore           | Squadra     | Tempo    |
| ---- | ------------------- | ----------- | -------- |
| 1    | M. van der Poel     | Alpecin     | 4h55'26" |
| 2    | Biniam Girmay       | Intermarché | s.t.     |
| 3    | Gonzalo Serrano     | Movistar    | s.t.     |
| 4    | Dylan Teuns         | Israel      | a 1"     |
| 5    | Corbin Strong       | Israel      | s.t.     |
| 6    | Jasper Philipsen    | Alpecin     | s.t.     |
| 7    | Marijn van den Berg | EF          | s.t.     |
| 8    | Axel Zingle         | Cofidis     | s.t.     |
| 9    | Jasper De Buyst     | Lotto       | s.t.     |
| 10   | Warren Barguil      | Arkéa       | s.t.     |